# Hans Georg Thümmel
Hans Georg Thümmel (* 5. März 1932 in Görlitz; † 13. Juli 2022 in Greifswald) war ein deutscher Evangelischer Theologe, Kirchenhistoriker, Christlicher Archäologe und Kunsthistoriker.

## Leben und Leistungen
Hans Georg Thümmel legte 1950 sein Abitur an der Görlitzer Lessing-Oberschule ab, begann 1950 mit dem Studium der Evangelischen Theologie an der Universität Leipzig und wechselte ein Jahr später an die Universität Greifswald, wo er zusätzlich Kunstgeschichte, Klassische Archäologie und Philosophie studierte. 1955 wurde er Diplom-Theologe, von Februar 1956 bis August 1961 wissenschaftlicher Assistent, unter anderem bei Klaus Wessel. Die Promotion in Theologie erfolgte im Dezember 1959 zum Thema Judas Ischariot im Urteil der altkirchlichen Schriftsteller des Westens und in der frühchristlichen Kunst. 1960 wurde er Lehrbeauftragter für Christliche Archäologie und Geschichte der Kirchlichen Kunst, im September 1961 wissenschaftlicher Oberassistent am Victor-Schultze-Institut der Universität Greifswald. Im Oktober 1967 habilitierte Thümmel sich mit Studien zur frühchristlichen Grabeskunst. 1988 wurde er außerordentlicher Hochschuldozent für Kirchengeschichte und Christliche Archäologie an der Universität Greifswald, 1990 Vertretungsprofessor für Christliche Archäologie an der Universität Marburg.  Von Oktober 1990 bis zu seiner Emeritierung im Frühjahr 1997 lehrte Thümmel als Professor für Kirchengeschichte, Christliche Archäologie und Geschichte der Kirchlichen Kunst an der Universität Greifswald. 1992 wurde er nochmals, nun für Kunstgeschichte, mit Studien zum Gruppenbild in Marburg promoviert.
Im Jahr 1990 wurde er Mitglied der Akademie gemeinnütziger Wissenschaften zu Erfurt sowie der Historischen Kommission für Pommern.

## Schriften (Auswahl)
- Die Kirche des Ostens im 3. und 4. Jahrhundert (= Kirchengeschichte in Einzeldarstellungen Band 1, Alte Kirche und frühes Mittelalter Band 4). Evangelische Verlags-Anstalt, Berlin 1988, ISBN 3-374-00466-0.
- als Mitautor: Das Glaubensleben der Ostkirche. Eine Einführung in Geschichte, Gottesdienst und Frömmigkeit der orthodoxen Kirche. In Zusammenarbeit mit Hermann Goltz, Leonore Kratzsch, Karl-Eugen Langerfeld, Bernd Lehmann, Peter Lobers und Hans Georg Thümmel herausgegeben von Hans-Christian Diedrich, C. H. Beck, München 1989, ISBN	3-406-33544-6.
- Bilderlehre und Bilderstreit. Arbeiten zur Auseinandersetzung über die Ikone und ihre Begründung vornehmlich im 8. und 9. Jahrhundert  (= Das östliche Christentum Neue Folge, Band 40). Augustinus-Verlag, Würzburg 1991, ISBN 3-7613-0164-2.
- Die Frühgeschichte der ostkirchlichen Bilderlehre. Texte und Untersuchungen zur Zeit vor dem Bilderstreit (= Texte und Untersuchungen zur Geschichte der altchristlichen Literatur Band 139). Akademie-Verlag, Berlin 1992, ISBN 3-05-000828-8.
- Die Memorien für Petrus und Paulus in Rom. Die archäologischen Denkmäler und die literarische Tradition  (= Arbeiten zur Kirchengeschichte Band 76). de Gruyter, Berlin-New York 1999, ISBN 3-11-016642-9.
- Glauben und Denken als Abenteuer. In: Dietrich Meyer (Herausgeber): Kirchengeschichte als Autobiographie. Ein Blick in die Werkstatt zeitgenössischer Kirchenhistoriker, Band 2. Rheinland-Verlag, Köln 2002, ISBN 978-3-7927-1829-2, S. 327–356 (autobiographisch).
- Die Konzilien zur Bilderfrage im 8. und 9. Jahrhundert. Das 7. Ökumenische Konzil in Nikaia 787. Ferdinand Schöningh, Paderborn und andere 2005, ISBN 3-506-71374-4.
- Das Dekanatsbuch der Philosophischen Fakultät der Universität Greifswald 1456–1662 (= Beiträge zur Geschichte der Universität Greifswald Band 9). Steiner, Stuttgart 2008, ISBN 978-3-515-09014-8.
- Greifswald – Geschichte und Geschichten. Die Stadt, ihre Kirchen und ihre Universität. Ferdinand Schöningh, Paderborn 2011, ISBN 978-3-506-76720-2.
- Ikonologie der christlichen Kunst.
  - Band 1 Alte Kirche. Ferdinand Schöningh, Paderborn 2019, ISBN 978-3-506-79237-2.
  - Band 2 Bildkunst des Mittelalters. Ferdinand Schöningh, Paderborn 2020, ISBN 978-3-506-78035-5.
  - Band 3 Bildkunst der Neuzeit. Ferdinand Schöningh, Paderborn 2021, ISBN 978-3-506-78046-1.
  - Band 4 Ostkirche. Ferdinand Schöningh, Paderborn 2022, ISBN 978-3-506-78048-5.